# Instituto de Estudios Políticos de Saint-Germain-en-Laye
El Instituto de Estudios Políticos de Saint-Germain-en-Laye (conocido como Sciences Po Saint-Germain-en-Laye) fue fundado en 2013. Es un establecimiento público francés de enseñanza superior creado en 2013, situado en la ciudad de Saint-Germain-en-Laye perteneciente a la Universidad de Versailles Saint Quentin en Yvelines y a la Universidad de Cergy-Pontoise. Es uno de los diez institutos de estudios políticos de Francia, y forma parte por lo tanto de las grandes escuelas (la admisión se hace sobre la base de concurso).
El IEP ofrece 5 años de estudio repartido en dos ciclos (entre los cuales, el tercer año en el extranjero), formaciones generalistas de alto nivel durante el primer ciclo, seguido por una formación especializada en secciones.